# Бишоффероде
Бишоффероде (нем. Bischofferode) — община в Германии, в земле Тюрингия. 
Входит в состав района Айхсфельд. Подчиняется управлению Айксфельд-Зюдхарц.  Население составляет 1991 человек (на 31 декабря 2006 года). Занимает площадь 12,21 км².